# Худайбергенов, Турсинхан Айдарович
Турсинхан Айдарович Худайбергенов (каз. Тұрсынхан Айдарұлы Құдайбергенов, род. 20 мая 1951, Чиназский район Ташкентской области, УзССР) — узбекский военный, генерал-лейтенант вооружённых сил Республики Узбекистан, государственный советник президента с 2016 года, министр по чрезвычайным ситуациям Узбекистана (в 2010—2016 годах, с апреля 2018 по настоящее время), сенатор Олий Мажлиса Узбекистана I и IV созыва.

## Биография
- Родился 20 мая 1951 года в Чиназском районе Ташкентской области. По национальности казах. Происходит из рода ходжа.
- 1968—1969 гг. — заместитель директора 20-й средней школы Чиназского района.
- 1969—1973 гг. — студент Ташкентского государственного педагогического университета имени Низами.
- 1973—1980 гг. — инспектор, начальник отдела по делам несовершеннолетних Чирчикского горотдела внутренних дел.
- 1980—1982 гг. — слушатель Академии МВД СССР.
- 1982—1987 гг. — начальник ОВД Бокинского района.
- 1987—1989 гг. — начальник службы общественного порядка Ташкентского областного управления внутренних дел.
- 1989—1991 гг. — заместитель начальника Ташкентского областного управления внутренних дел.
- 1991—1999 гг. — первый заместитель начальника Главного управления внутренних дел г. Ташкента.
- 1999--- 1999 гг. --- начальник Главного управления уголовного розыска и борьбы с терроризмом Министерства внутренних дел Республики Узбекистан.
- 1999—2001 гг. — начальник Хорезмского областного управления внутренних дел.
- 2001—2006 гг. — Государственный советник Президента Республики Узбекистан по координации деятельности правоохранительных и надзорных органов.
- 2005—2010 гг. — член Сената Олий Мажлиса Республики Узбекистан.
- 2006—2006 гг. — заместитель министра внутренних дел Республики Узбекистан.
- 2006—2010 гг. — начальник УВД Ферганской области.
- 2010—2016 гг. — министр по чрезвычайным ситуациям Республики Узбекистан.
- 2016 --- н/в — Государственный советник Президента Республики Узбекистан по обращениям граждан.
- 2018—2022 гг. — Исполняющий обязанности Министра по чрезвычайным ситуациям Республики Узбекистан.
- с 2020 года — Член Сената Олий Мажлиса Республики Узбекистан.
- С 2022 г. — Министр по делам махалли и ветеранов Республики Узбекистан[2][3][4].

## Награды
- Орден «Дустлик» (20 мая 2011 года)[5].
- Орден «Достык» 2 степени (Указ президента РК от 3 декабря 2020 года)[6]
- Заслуженный наставник молодёжи Узбекистана (20 мая 2021)[7]